# Groteske
Een groteske is een literair werk (kort verhaal, gedicht) waarin vreemde, vaak onmogelijke dingen worden beschreven.
Zo wordt de poëzie van Fritzi Harmsen van Beek vaak als zodanig bestempeld, omdat zij daarin bijvoorbeeld wordt aangesproken (zelfs aangeklaagd) door haar poes omdat haar jongen zijn verdronken.
Het woord was aanvankelijk een verwijzing naar een bizar type van versieringen van kunstmatige grotten, ontwikkeld in Oud-Romeinse tijden. Deze werden in de renaissance herontdekt en in bepaalde Italiaanse parken gekopieerd.